# 2018年のナショナルリーグチャンピオンシップシリーズ
2018年の野球において、メジャーリーグベースボール（MLB）のポストシーズンは10月2日に開幕した。ナショナルリーグの第49回リーグチャンピオンシップシリーズ（英語: 49th National League Championship Series、以下「リーグ優勝決定戦」と表記）は、12日から20日にかけて計7試合が開催された。その結果、ロサンゼルス・ドジャース（西地区）がミルウォーキー・ブルワーズ（中地区）を4勝3敗で下し、2年連続23回目のリーグ優勝および20回目のワールドシリーズ進出を果たした。
両球団がポストシーズンで対戦するのはこれが初めて。ドジャースのナショナルリーグ優勝回数は今シリーズ制覇により、サンフランシスコ・ジャイアンツと並ぶ歴代最多タイとなった。ブルワーズは、レギュラーシーズン終盤から11連勝継続中のままリーグ優勝決定戦進出という歴代最長記録に並んだものの、今シリーズではドジャースにその勢いを止められ、36年ぶりのワールドシリーズ進出を逃した。シリーズMVPには、第4戦・延長13回裏のサヨナラ適時打や最終第7戦での逆転・決勝2点本塁打などの殊勲打を放ち、7試合で打率.200・1本塁打・4打点・OPS.591を記録したドジャースのコディ・ベリンジャーが選出された。しかしドジャースは、ワールドシリーズではアメリカンリーグ王者ボストン・レッドソックスに1勝4敗で敗れ、30年ぶり7度目の優勝を逃した。
今シリーズの冠スポンサーは、Google開発のバーチャルアシスタント "Google アシスタント" が務める。したがって大会名はナショナルリーグチャンピオンシップシリーズ presented by the Google アシスタント（英語: National League Championship Series presented by the Google Assistant）となる。

## 両チームの2018年
10月7日にまずブルワーズ（中地区優勝）が、そして8日にはドジャース（西地区優勝）が、それぞれ地区シリーズ突破を決めてリーグ優勝決定戦へ駒を進めた。
ブルワーズは2016年の73勝89敗・地区4位から2017年は86勝76敗・地区2位と成績を上げ、ポストシーズン進出圏へ1.0ゲーム差まで迫った。これを受け、2018年1月にはいずれも外野手のクリスチャン・イエリッチとロレンゾ・ケインを相次いで獲得し、2011年以来のポストシーズン出場を目指す姿勢を明確にした。開幕後はシカゴ・カブスと地区首位を争う。5月中旬に首位へ浮上し、6月中旬には0.5ゲーム差の2位カブスとの直接対決に2勝1敗と勝ち越して差を広げた。だが前半戦終了直前に8戦7敗の不振に陥り、カブスに順位を逆転されて2.5ゲーム差をつけられた。後半戦に入っても調子は上向かず、一時はカブスに追いつくどころかセントルイス・カージナルスにも抜かれて地区3位に落ちた。7月から8月にかけてチームは補強に動き、トレードでマイク・ムスタカスやジオ・ゴンザレス、カーティス・グランダーソンらを加えた。9月に入るとイエリッチの打撃が絶好調となり、チームも一転して月間19勝7敗の高勝率を残す。その結果、162試合を95勝67敗で終え、カブスと地区首位に並んだ。そして直接対決の1試合プレイオフに3－1で勝利し、地区優勝を果たした。平均得点4.63はリーグ7位、防御率3.73はリーグ4位。新加入のイエリッチとケインはともに攻守に優れた活躍を見せ、ジョシュ・ヘイダーら救援投手陣が相手打線の反撃を断って勝利を積み重ねた。地区シリーズではコロラド・ロッキーズを3勝0敗で下した。
ドジャースは前年のワールドシリーズでヒューストン・アストロズに敗れたが、その後のオフはあまり動かなかった。12月にはアトランタ・ブレーブスとのトレード交渉をまとめ、エイドリアン・ゴンザレスら4選手との交換でマット・ケンプを獲得したが、これは年俸総額調整が目的であり、ケンプを戦力とは見なしていなかった。シーズン序盤のドジャースは、コーリー・シーガーやクレイトン・カーショウら主力の故障離脱が相次ぎ、抑えのケンリー・ジャンセンが救援失敗を重ねたこともあって、一時は16勝26敗で負け越し数が2桁に達した。しかしそこから盛り返して、前半戦終了時には53勝43敗で地区首位に浮上していた。前半戦途中で2桁負け越しのチームが前半戦終了時にここまで勝率を上げたのは史上初である。ケンプやマックス・マンシー、ロス・ストリップリングらが、期待以上の働きで離脱者の穴を埋めた。7月18日にはシーガーの代役としてマニー・マチャドをトレードで獲得し、後半戦はアリゾナ・ダイヤモンドバックスやロッキーズと地区優勝を争う。結局、162試合終了時点では91勝71敗でロッキーズと並び、直接対決の1試合プレイオフに5－2で勝利して地区6連覇を決めた。投手陣に規定投球回到達者がおらず、野手でもシーガーやジャスティン・ターナーらが長期欠場しながらも、平均得点4.93と防御率3.38のいずれもリーグ最高と選手層の厚さが光った。地区シリーズではブレーブスを3勝1敗で下した。
リーグ優勝決定戦の第1・2・6・7戦を本拠地で開催できる "ホームフィールド・アドバンテージ" は、地区優勝球団どうしが対戦する場合はレギュラーシーズンの勝率がより高いほうの球団に、地区優勝球団とワイルドカード球団が対戦する場合は地区優勝球団に与えられる。したがって今シリーズでは、ブルワーズがアドバンテージを得る。この年のレギュラーシーズンでは両球団は7試合対戦し、ドジャースが4勝3敗と勝ち越していた。

## ロースター
両チームの出場選手登録（ロースター）は以下の通り。
- 名前の横の★はこの年のオールスターゲームに選出された選手を、＃はレギュラーシーズン開幕後に入団した選手を示す。
- 年齢は今シリーズ開幕時点でのもの。

| ミルウォーキー・ブルワーズ | ミルウォーキー・ブルワーズ | ミルウォーキー・ブルワーズ | ミルウォーキー・ブルワーズ   | ミルウォーキー・ブルワーズ | ミルウォーキー・ブルワーズ | ミルウォーキー・ブルワーズ | ロサンゼルス・ドジャース | ロサンゼルス・ドジャース | ロサンゼルス・ドジャース | ロサンゼルス・ドジャース | ロサンゼルス・ドジャース | ロサンゼルス・ドジャース | ロサンゼルス・ドジャース |
| 守備位置                   | 背番号                     | 出身                       | 選手                         | 投                         | 打                         | 年齢                       | 守備位置                 | 背番号                   | 出身                     | 選手                     | 投                       | 打                       | 年齢                     |
| -------------------------- | -------------------------- | -------------------------- | ---------------------------- | -------------------------- | -------------------------- | -------------------------- | ------------------------ | ------------------------ | ------------------------ | ------------------------ | ------------------------ | ------------------------ | ------------------------ |
| 投手                       | 39                         | アメリカ合衆国の旗         | コービン・バーンズ           | 右                         | 右                         | 23                         | 投手                     | 52                       | ドミニカ共和国の旗       | ペドロ・バエズ           | 右                       | 右                       | 30                       |
| 投手                       | 33                         | プエルトリコの旗           | ゼイビア・セデーニョ＃       | 左                         | 左                         | 32                         | 投手                     | 21                       | アメリカ合衆国の旗       | ウォーカー・ビューラー   | 右                       | 右                       | 24                       |
| 投手                       | 45                         | ベネズエラの旗             | ジョーリス・チャシーン       | 右                         | 右                         | 30                         | 投手                     | 64                       | アメリカ合衆国の旗       | ケイレブ・ファーガソン   | 左                       | 右                       | 22                       |
| 投手                       | 47                         | アメリカ合衆国の旗         | ジオ・ゴンザレス＃           | 左                         | 右                         | 33                         | 投手                     | 51                       | アメリカ合衆国の旗       | ディラン・フローロ＃     | 右                       | 左                       | 27                       |
| 投手                       | 41                         | ベネズエラの旗             | ジュニオール・ゲラ           | 右                         | 右                         | 33                         | 投手                     | 44                       | アメリカ合衆国の旗       | リッチ・ヒル             | 左                       | 左                       | 38                       |
| 投手                       | 71                         | アメリカ合衆国の旗         | ジョシュ・ヘイダー★          | 左                         | 左                         | 24                         | 投手                     | 74                       | キュラソー島の旗         | ケンリー・ジャンセン★    | 右                       | 両                       | 31                       |
| 投手                       | 32                         | アメリカ合衆国の旗         | ジェレミー・ジェフレス★      | 右                         | 右                         | 31                         | 投手                     | 22                       | アメリカ合衆国の旗       | クレイトン・カーショウ   | 左                       | 左                       | 30                       |
| 投手                       | 46                         | アメリカ合衆国の旗         | コーリー・クネイブル         | 右                         | 右                         | 26                         | 投手                     | 50                       | アメリカ合衆国の旗       | ライアン・マドソン＃     | 右                       | 左                       | 38                       |
| 投手                       | 20                         | アメリカ合衆国の旗         | ウェイド・マイリー           | 左                         | 左                         | 31                         | 投手                     | 18                       | 日本の旗                 | 前田健太                 | 右                       | 右                       | 30                       |
| 投手                       | 51                         | ドミニカ共和国の旗         | フレディ・ペラルタ           | 右                         | 右                         | 22                         | 投手                     | 99                       | 大韓民国の旗             | 柳賢振                   | 左                       | 右                       | 31                       |
| 投手                       | 48                         | メキシコの旗               | ホアキム・ソリア＃           | 右                         | 右                         | 34                         | 投手                     | 7                        | メキシコの旗             | フリオ・ウリアス         | 左                       | 左                       | 22                       |
| 投手                       | 53                         | アメリカ合衆国の旗         | ブランドン・ウッドラフ       | 右                         | 左                         | 25                         | 投手                     | 57                       | アメリカ合衆国の旗       | アレックス・ウッド       | 左                       | 右                       | 27                       |
| 捕手                       | 15                         | アメリカ合衆国の旗         | エリック・クラッツ＃         | 右                         | 右                         | 38                         | 捕手                     | 15                       | アメリカ合衆国の旗       | オースティン・バーンズ   | 右                       | 右                       | 28                       |
| 捕手                       | 9                          | ベネズエラの旗             | マニー・ピーニャ             | 右                         | 右                         | 31                         | 捕手                     | 9                        | キューバの旗             | ヤズマニ・グランダル     | 右                       | 両                       | 29                       |
| 内野手                     | 24                         | ベネズエラの旗             | ヘスス・アギラー★            | 右                         | 右                         | 28                         | 内野手                   | 6                        | アメリカ合衆国の旗       | ブライアン・ドージャー＃ | 右                       | 右                       | 31                       |
| 内野手                     | 3                          | ベネズエラの旗             | オーランド・アルシア         | 右                         | 右                         | 24                         | 内野手                   | 25                       | アメリカ合衆国の旗       | デビッド・フリース＃     | 右                       | 右                       | 35                       |
| 内野手                     | 18                         | アメリカ合衆国の旗         | マイク・ムスタカス＃         | 右                         | 左                         | 30                         | 内野手                   | 14                       | プエルトリコの旗         | エンリケ・ヘルナンデス   | 右                       | 右                       | 27                       |
| 内野手                     | 14                         | ベネズエラの旗             | エルナン・ペレス             | 右                         | 右                         | 27                         | 内野手                   | 8                        | アメリカ合衆国の旗       | マニー・マチャド★＃      | 右                       | 右                       | 26                       |
| 内野手                     | 5                          | キュラソー島の旗           | ジョナサン・スコープ＃       | 右                         | 右                         | 26                         | 内野手                   | 13                       | アメリカ合衆国の旗       | マックス・マンシー       | 右                       | 左                       | 28                       |
| 内野手                     | 21                         | アメリカ合衆国の旗         | トラビス・ショウ             | 右                         | 左                         | 28                         | 内野手                   | 10                       | アメリカ合衆国の旗       | ジャスティン・ターナー   | 右                       | 右                       | 33                       |
| 外野手                     | 8                          | アメリカ合衆国の旗         | ライアン・ブラウン           | 右                         | 右                         | 34                         | 外野手                   | 35                       | アメリカ合衆国の旗       | コディ・ベリンジャー     | 左                       | 左                       | 23                       |
| 外野手                     | 6                          | アメリカ合衆国の旗         | ロレンゾ・ケイン★            | 右                         | 右                         | 32                         | 外野手                   | 27                       | アメリカ合衆国の旗       | マット・ケンプ★          | 右                       | 右                       | 34                       |
| 外野手                     | 28                         | アメリカ合衆国の旗         | カーティス・グランダーソン＃ | 右                         | 左                         | 37                         | 外野手                   | 31                       | アメリカ合衆国の旗       | ジョク・ピーダーソン     | 左                       | 左                       | 26                       |
| 外野手                     | 16                         | ドミニカ共和国の旗         | ドミンゴ・サンタナ           | 右                         | 右                         | 26                         | 外野手                   | 66                       | キューバの旗             | ヤシエル・プイグ         | 右                       | 右                       | 27                       |
| 外野手                     | 22                         | アメリカ合衆国の旗         | クリスチャン・イエリッチ★    | 右                         | 左                         | 26                         | 外野手                   | 3                        | アメリカ合衆国の旗       | クリス・テイラー         | 右                       | 右                       | 28                       |

ブルワーズは地区シリーズのロースターから、外野手のキーオン・ブロクストンに代えて投手のゼイビア・セデーニョを加えた。ブロクストンは地区シリーズで2試合に途中出場し、第3戦ではソロ本塁打も放った。ただ外野は、既にドミンゴ・サンタナやカーティス・グランダーソンを擁するうえ、内野手登録のエルナン・ペレスもこなせるため、人員が余っていた。リーグ優勝決定戦では最大試合数が地区シリーズより2試合増え、地区シリーズにはない3連戦が挟まることから、ブルワーズは投手の数を増やすことにした。対戦相手のドジャース打線には、シーズン25本塁打以上の左打者がマックス・マンシーをはじめ3人おり、セデーニョには試合終盤で彼らを抑える役割が期待される。
ドジャースは地区シリーズのロースターから救援左腕を入れ替え、スコット・アレクサンダーを外してフリオ・ウリアスを登録した。アレクサンダーは地区シリーズ第3戦で1点ビハインドの8回裏に登板し、1イニングを三者凡退に封じた。ウリアスは2017年6月に左肩の手術を受けて1年以上欠場し、この年9月に復帰したあとは3試合4.0イニングに登板したのみだった。救援左腕どうしを入れ替えた理由についてGMのファーハン・ザイディは、両者の投球スタイル――アレクサンダーの投球の85％を92〜93mph（148.9km/h前後）のシンカーが占めるのに対し、ウリアスは最速97mph（約156.1km/h）の速球と複数の変化球を織り交ぜる――とブルワーズ打線との相性を考慮したと説明する。

## 開幕前の予想
CBSスポーツが自社の記者6人にどちらがシリーズを制するか予想させたところ、ブルワーズ支持とドジャース支持で3人ずつに分かれた。『スポーツ・イラストレイテッド』も同様の企画を記者6人で実施し、こちらではドジャース勝利予想が4人に対しブルワーズ勝利予想が2人という結果となった。

## 試合結果
2018年のナショナルリーグ優勝決定戦は10月12日に開幕し、途中に移動日を挟んで9日間で7試合が行われた。日程・結果は以下の通り。
| 日付                                                     | 試合  | ビジター球団（先攻）       | スコア | ホーム球団（後攻）         | 開催球場             | 開催球場                           |
| -------------------------------------------------------- | ----- | -------------------------- | ------ | -------------------------- | -------------------- | ---------------------------------- |
| 10月12日（金）                                           | 第1戦 | ロサンゼルス・ドジャース   | 5－6   | ミルウォーキー・ブルワーズ | ミラー・パーク       | ミラー・パークドジャー・スタジアム |
| 10月13日（土）                                           | 第2戦 | ロサンゼルス・ドジャース   | 4－3   | ミルウォーキー・ブルワーズ | ミラー・パーク       | ミラー・パークドジャー・スタジアム |
| 10月14日（日）                                           |       | 移動日                     | 移動日 | 移動日                     |                      | ミラー・パークドジャー・スタジアム |
| 10月15日（月）                                           | 第3戦 | ミルウォーキー・ブルワーズ | 4－0   | ロサンゼルス・ドジャース   | ドジャー・スタジアム | ミラー・パークドジャー・スタジアム |
| 10月16日（火）                                           | 第4戦 | ミルウォーキー・ブルワーズ | 1－2x  | ロサンゼルス・ドジャース   | ドジャー・スタジアム | ミラー・パークドジャー・スタジアム |
| 10月17日（水）                                           | 第5戦 | ミルウォーキー・ブルワーズ | 2－5   | ロサンゼルス・ドジャース   | ドジャー・スタジアム | ミラー・パークドジャー・スタジアム |
| 10月18日（木）                                           |       | 移動日                     | 移動日 | 移動日                     |                      | ミラー・パークドジャー・スタジアム |
| 10月19日（金）                                           | 第6戦 | ロサンゼルス・ドジャース   | 2－7   | ミルウォーキー・ブルワーズ | ミラー・パーク       | ミラー・パークドジャー・スタジアム |
| 10月20日（土）                                           | 第7戦 | ロサンゼルス・ドジャース   | 5－1   | ミルウォーキー・ブルワーズ | ミラー・パーク       | ミラー・パークドジャー・スタジアム |
| 優勝：ロサンゼルス・ドジャース（4勝3敗 / 2年連続23度目） |       |                            |        |                            |                      | ミラー・パークドジャー・スタジアム |

### 第1戦 10月12日
- ミラー・パーク（ウィスコンシン州ミルウォーキー）

|                            | 1 | 2 | 3 | 4 | 5 | 6 | 7 | 8 | 9 | R | H  | E |
| -------------------------- | - | - | - | - | - | - | - | - | - | - | -- | - |
| ロサンゼルス・ドジャース   | 0 | 1 | 0 | 0 | 0 | 0 | 0 | 3 | 1 | 5 | 8  | 4 |
| ミルウォーキー・ブルワーズ | 0 | 0 | 2 | 3 | 0 | 0 | 1 | 0 | X | 6 | 11 | 0 |

1. 勝利：ブランドン・ウッドラフ（1勝）
2. セーブ：コーリー・クネイブル（1S）
3. 敗戦：クレイトン・カーショウ（1敗）
4. 本塁打
LAD：マニー・マチャド1号ソロ
MIL：ブランドン・ウッドラフ1号ソロ、ヘスス・アギラー1号ソロ
5. 審判
［球審］スコット・バリー
［塁審］一塁: アラン・ポーター、二塁: ジェリー・デービス、三塁: ハンター・ウェンデルステット
［外審］左翼: ジム・ウルフ、右翼: ブライアン・ゴーマン
6. 試合開始時刻: 中部夏時間（UTC-5）午後7時10分  試合時間: 4時間2分  観客: 4万3615人  気温: 65°F（18.3°C）
詳細: MLB.com Gameday / ESPN.com / Baseball-Reference.com / Fangraphs

| ロサンゼルス・ドジャース | ロサンゼルス・ドジャース | ロサンゼルス・ドジャース | ロサンゼルス・ドジャース | ロサンゼルス・ドジャース                                                                                      | ミルウォーキー・ブルワーズ | ミルウォーキー・ブルワーズ | ミルウォーキー・ブルワーズ | ミルウォーキー・ブルワーズ | ミルウォーキー・ブルワーズ                                                                            |
| ------------------------ | ------------------------ | ------------------------ | ------------------------ | --- | -------------------------- | -------------------------- | -------------------------- | -------------------------- | --- |
| 打順                     | 守備                     | 選手                     | 打席                     | C・カーショウY・グランダルD・フリースE・ヘルナンデスJ・ターナーM・マチャドC・テイラーC・ベリンジャーM・ケンプ | 打順                       | 守備                       | 選手                       | 打席                       | G・ゴンザレスM・ピーニャJ・アギラーH・ペレスM・ムスタカスO・アルシアR・ブラウンL・ケインC・イエリッチ |
| 1                        | 左                       | C・テイラー              | 右                       | C・カーショウY・グランダルD・フリースE・ヘルナンデスJ・ターナーM・マチャドC・テイラーC・ベリンジャーM・ケンプ | 1                          | 中                         | L・ケイン                  | 右                         | G・ゴンザレスM・ピーニャJ・アギラーH・ペレスM・ムスタカスO・アルシアR・ブラウンL・ケインC・イエリッチ |
| 2                        | 三                       | J・ターナー              | 右                       | C・カーショウY・グランダルD・フリースE・ヘルナンデスJ・ターナーM・マチャドC・テイラーC・ベリンジャーM・ケンプ | 2                          | 右                         | C・イエリッチ              | 左                         | G・ゴンザレスM・ピーニャJ・アギラーH・ペレスM・ムスタカスO・アルシアR・ブラウンL・ケインC・イエリッチ |
| 3                        | 一                       | D・フリース              | 右                       | C・カーショウY・グランダルD・フリースE・ヘルナンデスJ・ターナーM・マチャドC・テイラーC・ベリンジャーM・ケンプ | 3                          | 左                         | R・ブラウン                | 右                         | G・ゴンザレスM・ピーニャJ・アギラーH・ペレスM・ムスタカスO・アルシアR・ブラウンL・ケインC・イエリッチ |
| 4                        | 遊                       | M・マチャド              | 右                       | C・カーショウY・グランダルD・フリースE・ヘルナンデスJ・ターナーM・マチャドC・テイラーC・ベリンジャーM・ケンプ | 4                          | 一                         | J・アギラー                | 右                         | G・ゴンザレスM・ピーニャJ・アギラーH・ペレスM・ムスタカスO・アルシアR・ブラウンL・ケインC・イエリッチ |
| 5                        | 右                       | M・ケンプ                | 右                       | C・カーショウY・グランダルD・フリースE・ヘルナンデスJ・ターナーM・マチャドC・テイラーC・ベリンジャーM・ケンプ | 5                          | 二                         | H・ペレス                  | 右                         | G・ゴンザレスM・ピーニャJ・アギラーH・ペレスM・ムスタカスO・アルシアR・ブラウンL・ケインC・イエリッチ |
| 6                        | 二                       | E・ヘルナンデス          | 右                       | C・カーショウY・グランダルD・フリースE・ヘルナンデスJ・ターナーM・マチャドC・テイラーC・ベリンジャーM・ケンプ | 6                          | 三                         | M・ムスタカス              | 左                         | G・ゴンザレスM・ピーニャJ・アギラーH・ペレスM・ムスタカスO・アルシアR・ブラウンL・ケインC・イエリッチ |
| 7                        | 中                       | C・ベリンジャー          | 左                       | C・カーショウY・グランダルD・フリースE・ヘルナンデスJ・ターナーM・マチャドC・テイラーC・ベリンジャーM・ケンプ | 7                          | 捕                         | M・ピーニャ                | 右                         | G・ゴンザレスM・ピーニャJ・アギラーH・ペレスM・ムスタカスO・アルシアR・ブラウンL・ケインC・イエリッチ |
| 8                        | 捕                       | Y・グランダル            | 両                       | C・カーショウY・グランダルD・フリースE・ヘルナンデスJ・ターナーM・マチャドC・テイラーC・ベリンジャーM・ケンプ | 8                          | 遊                         | O・アルシア                | 右                         | G・ゴンザレスM・ピーニャJ・アギラーH・ペレスM・ムスタカスO・アルシアR・ブラウンL・ケインC・イエリッチ |
| 9                        | 投                       | C・カーショウ            | 左                       | C・カーショウY・グランダルD・フリースE・ヘルナンデスJ・ターナーM・マチャドC・テイラーC・ベリンジャーM・ケンプ | 9                          | 投                         | G・ゴンザレス              | 右                         | G・ゴンザレスM・ピーニャJ・アギラーH・ペレスM・ムスタカスO・アルシアR・ブラウンL・ケインC・イエリッチ |
| 先発投手                 | 先発投手                 | 先発投手                 | 投球                     | C・カーショウY・グランダルD・フリースE・ヘルナンデスJ・ターナーM・マチャドC・テイラーC・ベリンジャーM・ケンプ | 先発投手                   | 先発投手                   | 先発投手                   | 投球                       | G・ゴンザレスM・ピーニャJ・アギラーH・ペレスM・ムスタカスO・アルシアR・ブラウンL・ケインC・イエリッチ |
| C・カーショウ            | C・カーショウ            | C・カーショウ            | 左                       | C・カーショウY・グランダルD・フリースE・ヘルナンデスJ・ターナーM・マチャドC・テイラーC・ベリンジャーM・ケンプ | G・ゴンザレス              | G・ゴンザレス              | G・ゴンザレス              | 左                         | G・ゴンザレスM・ピーニャJ・アギラーH・ペレスM・ムスタカスO・アルシアR・ブラウンL・ケインC・イエリッチ |

### 第2戦 10月13日
- ミラー・パーク（ウィスコンシン州ミルウォーキー）

|                            | 1 | 2 | 3 | 4 | 5 | 6 | 7 | 8 | 9 | R | H | E |
| -------------------------- | - | - | - | - | - | - | - | - | - | - | - | - |
| ロサンゼルス・ドジャース   | 0 | 0 | 0 | 0 | 0 | 0 | 2 | 2 | 0 | 4 | 9 | 0 |
| ミルウォーキー・ブルワーズ | 0 | 0 | 0 | 0 | 2 | 1 | 0 | 0 | 0 | 3 | 7 | 0 |

1. 勝利：ペドロ・バエズ（1勝）
2. セーブ：ケンリー・ジャンセン（1S）
3. 敗戦：ジェレミー・ジェフレス（1敗）
4. 本塁打
LAD：ジャスティン・ターナー1号2ラン
MIL：オーランド・アルシア1号ソロ、トラビス・ショウ1号ソロ
5. 審判
［球審］アラン・ポーター
［塁審］一塁: ジェリー・デービス、二塁: ハンター・ウェンデルステット、三塁: ジム・ウルフ
［外審］左翼: ブライアン・ゴーマン、右翼: スコット・バリー
6. 試合開始時刻: 中部夏時間（UTC-5）午後3時10分  試合時間: 3時間32分  観客: 4万3905人  気温: 68°F（20°C）
詳細: MLB.com Gameday / ESPN.com / Baseball-Reference.com / Fangraphs

| ロサンゼルス・ドジャース | ロサンゼルス・ドジャース | ロサンゼルス・ドジャース | ロサンゼルス・ドジャース | ロサンゼルス・ドジャース                                                                       | ミルウォーキー・ブルワーズ | ミルウォーキー・ブルワーズ | ミルウォーキー・ブルワーズ | ミルウォーキー・ブルワーズ | ミルウォーキー・ブルワーズ                                                                          |
| ------------------------ | ------------------------ | ------------------------ | ------------------------ | ---------------------------------------------------------------------------------------------- | -------------------------- | -------------------------- | -------------------------- | -------------------------- | --------------------------------------------------------------------------------------------------- |
| 打順                     | 守備                     | 選手                     | 打席                     | 柳賢振A・バーンズD・フリースE・ヘルナンデスJ・ターナーM・マチャドM・ケンプC・テイラーY・プイグ | 打順                       | 守備                       | 選手                       | 打席                       | W・マイリーE・クラッツJ・アギラーT・ショウM・ムスタカスO・アルシアR・ブラウンL・ケインC・イエリッチ |
| 1                        | 中                       | C・テイラー              | 右                       | 柳賢振A・バーンズD・フリースE・ヘルナンデスJ・ターナーM・マチャドM・ケンプC・テイラーY・プイグ | 1                          | 中                         | L・ケイン                  | 右                         | W・マイリーE・クラッツJ・アギラーT・ショウM・ムスタカスO・アルシアR・ブラウンL・ケインC・イエリッチ |
| 2                        | 三                       | J・ターナー              | 右                       | 柳賢振A・バーンズD・フリースE・ヘルナンデスJ・ターナーM・マチャドM・ケンプC・テイラーY・プイグ | 2                          | 右                         | C・イエリッチ              | 左                         | W・マイリーE・クラッツJ・アギラーT・ショウM・ムスタカスO・アルシアR・ブラウンL・ケインC・イエリッチ |
| 3                        | 一                       | D・フリース              | 右                       | 柳賢振A・バーンズD・フリースE・ヘルナンデスJ・ターナーM・マチャドM・ケンプC・テイラーY・プイグ | 3                          | 左                         | R・ブラウン                | 右                         | W・マイリーE・クラッツJ・アギラーT・ショウM・ムスタカスO・アルシアR・ブラウンL・ケインC・イエリッチ |
| 4                        | 遊                       | M・マチャド              | 右                       | 柳賢振A・バーンズD・フリースE・ヘルナンデスJ・ターナーM・マチャドM・ケンプC・テイラーY・プイグ | 4                          | 一                         | J・アギラー                | 右                         | W・マイリーE・クラッツJ・アギラーT・ショウM・ムスタカスO・アルシアR・ブラウンL・ケインC・イエリッチ |
| 5                        | 左                       | M・ケンプ                | 右                       | 柳賢振A・バーンズD・フリースE・ヘルナンデスJ・ターナーM・マチャドM・ケンプC・テイラーY・プイグ | 5                          | 三                         | M・ムスタカス              | 左                         | W・マイリーE・クラッツJ・アギラーT・ショウM・ムスタカスO・アルシアR・ブラウンL・ケインC・イエリッチ |
| 6                        | 二                       | E・ヘルナンデス          | 右                       | 柳賢振A・バーンズD・フリースE・ヘルナンデスJ・ターナーM・マチャドM・ケンプC・テイラーY・プイグ | 6                          | 二                         | T・ショウ                  | 左                         | W・マイリーE・クラッツJ・アギラーT・ショウM・ムスタカスO・アルシアR・ブラウンL・ケインC・イエリッチ |
| 7                        | 右                       | Y・プイグ                | 右                       | 柳賢振A・バーンズD・フリースE・ヘルナンデスJ・ターナーM・マチャドM・ケンプC・テイラーY・プイグ | 7                          | 捕                         | E・クラッツ                | 右                         | W・マイリーE・クラッツJ・アギラーT・ショウM・ムスタカスO・アルシアR・ブラウンL・ケインC・イエリッチ |
| 8                        | 捕                       | A・バーンズ              | 右                       | 柳賢振A・バーンズD・フリースE・ヘルナンデスJ・ターナーM・マチャドM・ケンプC・テイラーY・プイグ | 8                          | 遊                         | O・アルシア                | 右                         | W・マイリーE・クラッツJ・アギラーT・ショウM・ムスタカスO・アルシアR・ブラウンL・ケインC・イエリッチ |
| 9                        | 投                       | 柳賢振                   | 右                       | 柳賢振A・バーンズD・フリースE・ヘルナンデスJ・ターナーM・マチャドM・ケンプC・テイラーY・プイグ | 9                          | 投                         | W・マイリー                | 左                         | W・マイリーE・クラッツJ・アギラーT・ショウM・ムスタカスO・アルシアR・ブラウンL・ケインC・イエリッチ |
| 先発投手                 | 先発投手                 | 先発投手                 | 投球                     | 柳賢振A・バーンズD・フリースE・ヘルナンデスJ・ターナーM・マチャドM・ケンプC・テイラーY・プイグ | 先発投手                   | 先発投手                   | 先発投手                   | 投球                       | W・マイリーE・クラッツJ・アギラーT・ショウM・ムスタカスO・アルシアR・ブラウンL・ケインC・イエリッチ |
| 柳賢振                   | 柳賢振                   | 柳賢振                   | 左                       | 柳賢振A・バーンズD・フリースE・ヘルナンデスJ・ターナーM・マチャドM・ケンプC・テイラーY・プイグ | W・マイリー                | W・マイリー                | W・マイリー                | 左                         | W・マイリーE・クラッツJ・アギラーT・ショウM・ムスタカスO・アルシアR・ブラウンL・ケインC・イエリッチ |

### 第3戦 10月15日
- ドジャー・スタジアム（カリフォルニア州ロサンゼルス）

|                            | 1 | 2 | 3 | 4 | 5 | 6 | 7 | 8 | 9 | R | H | E |
| -------------------------- | - | - | - | - | - | - | - | - | - | - | - | - |
| ミルウォーキー・ブルワーズ | 1 | 0 | 0 | 0 | 0 | 1 | 2 | 0 | 0 | 4 | 8 | 1 |
| ロサンゼルス・ドジャース   | 0 | 0 | 0 | 0 | 0 | 0 | 0 | 0 | 0 | 0 | 5 | 0 |

1. 勝利：ジョーリス・チャシーン（1勝）
2. 敗戦：ウォーカー・ビューラー（1敗）
3. 本塁打
MIL：オーランド・アルシア2号2ラン
4. 審判
［球審］ジェリー・デービス
［塁審］一塁: ハンター・ウェンデルステット、二塁: ジム・ウルフ、三塁: ブライアン・ゴーマン
［外審］左翼: グレッグ・ギブソン、右翼: アラン・ポーター
5. 試合開始時刻: 太平洋夏時間（UTC-7）午後4時40分  試合時間: 3時間25分  観客: 5万2793人  気温: 81°F（27.2°C）
詳細: MLB.com Gameday / ESPN.com / Baseball-Reference.com / Fangraphs

| ミルウォーキー・ブルワーズ | ミルウォーキー・ブルワーズ | ミルウォーキー・ブルワーズ | ミルウォーキー・ブルワーズ | ミルウォーキー・ブルワーズ                                                                            | ロサンゼルス・ドジャース | ロサンゼルス・ドジャース | ロサンゼルス・ドジャース | ロサンゼルス・ドジャース | ロサンゼルス・ドジャース                                                                                          |
| -------------------------- | -------------------------- | -------------------------- | -------------------------- | --- | ------------------------ | ------------------------ | ------------------------ | ------------------------ | --- |
| 打順                       | 守備                       | 選手                       | 打席                       | J・チャシーンE・クラッツJ・アギラーT・ショウM・ムスタカスO・アルシアR・ブラウンL・ケインC・イエリッチ | 打順                     | 守備                     | 選手                     | 打席                     | W・ビューラーY・グランダルM・マンシーE・ヘルナンデスJ・ターナーM・マチャドJ・ピーダーソンC・ベリンジャーY・プイグ |
| 1                          | 中                         | L・ケイン                  | 右                         | J・チャシーンE・クラッツJ・アギラーT・ショウM・ムスタカスO・アルシアR・ブラウンL・ケインC・イエリッチ | 1                        | 左                       | J・ピーダーソン          | 左                       | W・ビューラーY・グランダルM・マンシーE・ヘルナンデスJ・ターナーM・マチャドJ・ピーダーソンC・ベリンジャーY・プイグ |
| 2                          | 右                         | C・イエリッチ              | 左                         | J・チャシーンE・クラッツJ・アギラーT・ショウM・ムスタカスO・アルシアR・ブラウンL・ケインC・イエリッチ | 2                        | 一                       | M・マンシー              | 左                       | W・ビューラーY・グランダルM・マンシーE・ヘルナンデスJ・ターナーM・マチャドJ・ピーダーソンC・ベリンジャーY・プイグ |
| 3                          | 左                         | R・ブラウン                | 右                         | J・チャシーンE・クラッツJ・アギラーT・ショウM・ムスタカスO・アルシアR・ブラウンL・ケインC・イエリッチ | 3                        | 三                       | J・ターナー              | 右                       | W・ビューラーY・グランダルM・マンシーE・ヘルナンデスJ・ターナーM・マチャドJ・ピーダーソンC・ベリンジャーY・プイグ |
| 4                          | 二                         | T・ショウ                  | 左                         | J・チャシーンE・クラッツJ・アギラーT・ショウM・ムスタカスO・アルシアR・ブラウンL・ケインC・イエリッチ | 4                        | 遊                       | M・マチャド              | 右                       | W・ビューラーY・グランダルM・マンシーE・ヘルナンデスJ・ターナーM・マチャドJ・ピーダーソンC・ベリンジャーY・プイグ |
| 5                          | 一                         | J・アギラー                | 右                         | J・チャシーンE・クラッツJ・アギラーT・ショウM・ムスタカスO・アルシアR・ブラウンL・ケインC・イエリッチ | 5                        | 中                       | C・ベリンジャー          | 左                       | W・ビューラーY・グランダルM・マンシーE・ヘルナンデスJ・ターナーM・マチャドJ・ピーダーソンC・ベリンジャーY・プイグ |
| 6                          | 三                         | M・ムスタカス              | 左                         | J・チャシーンE・クラッツJ・アギラーT・ショウM・ムスタカスO・アルシアR・ブラウンL・ケインC・イエリッチ | 6                        | 右                       | Y・プイグ                | 右                       | W・ビューラーY・グランダルM・マンシーE・ヘルナンデスJ・ターナーM・マチャドJ・ピーダーソンC・ベリンジャーY・プイグ |
| 7                          | 捕                         | E・クラッツ                | 右                         | J・チャシーンE・クラッツJ・アギラーT・ショウM・ムスタカスO・アルシアR・ブラウンL・ケインC・イエリッチ | 7                        | 捕                       | Y・グランダル            | 両                       | W・ビューラーY・グランダルM・マンシーE・ヘルナンデスJ・ターナーM・マチャドJ・ピーダーソンC・ベリンジャーY・プイグ |
| 8                          | 遊                         | O・アルシア                | 右                         | J・チャシーンE・クラッツJ・アギラーT・ショウM・ムスタカスO・アルシアR・ブラウンL・ケインC・イエリッチ | 8                        | 二                       | E・ヘルナンデス          | 右                       | W・ビューラーY・グランダルM・マンシーE・ヘルナンデスJ・ターナーM・マチャドJ・ピーダーソンC・ベリンジャーY・プイグ |
| 9                          | 投                         | J・チャシーン              | 右                         | J・チャシーンE・クラッツJ・アギラーT・ショウM・ムスタカスO・アルシアR・ブラウンL・ケインC・イエリッチ | 9                        | 投                       | W・ビューラー            | 右                       | W・ビューラーY・グランダルM・マンシーE・ヘルナンデスJ・ターナーM・マチャドJ・ピーダーソンC・ベリンジャーY・プイグ |
| 先発投手                   | 先発投手                   | 先発投手                   | 投球                       | J・チャシーンE・クラッツJ・アギラーT・ショウM・ムスタカスO・アルシアR・ブラウンL・ケインC・イエリッチ | 先発投手                 | 先発投手                 | 先発投手                 | 投球                     | W・ビューラーY・グランダルM・マンシーE・ヘルナンデスJ・ターナーM・マチャドJ・ピーダーソンC・ベリンジャーY・プイグ |
| J・チャシーン              | J・チャシーン              | J・チャシーン              | 右                         | J・チャシーンE・クラッツJ・アギラーT・ショウM・ムスタカスO・アルシアR・ブラウンL・ケインC・イエリッチ | W・ビューラー            | W・ビューラー            | W・ビューラー            | 右                       | W・ビューラーY・グランダルM・マンシーE・ヘルナンデスJ・ターナーM・マチャドJ・ピーダーソンC・ベリンジャーY・プイグ |

### 第4戦 10月16日
- ドジャー・スタジアム（カリフォルニア州ロサンゼルス）

|                            | 1 | 2 | 3 | 4 | 5 | 6 | 7 | 8 | 9 | 10 | 11 | 12 | 13 | R | H | E |
| -------------------------- | - | - | - | - | - | - | - | - | - | -- | -- | -- | -- | - | - | - |
| ミルウォーキー・ブルワーズ | 0 | 0 | 0 | 0 | 1 | 0 | 0 | 0 | 0 | 0  | 0  | 0  | 0  | 1 | 8 | 0 |
| ロサンゼルス・ドジャース   | 1 | 0 | 0 | 0 | 0 | 0 | 0 | 0 | 0 | 0  | 0  | 0  | 1x | 2 | 7 | 0 |

1. 勝利：フリオ・ウリアス（1勝）
2. 敗戦：ジュニオール・ゲラ（1敗）
3. 審判
［球審］ハンター・ウェンデルステット
［塁審］一塁: ジム・ウルフ、二塁: ブライアン・ゴーマン、三塁: グレッグ・ギブソン
［外審］左翼: アラン・ポーター、右翼: ジェリー・デービス
4. 試合開始時刻: 太平洋夏時間（UTC-7）午後6時10分  試合時間: 5時間15分  観客: 5万3764人  気温: 74°F（23.3°C）
詳細: MLB.com Gameday / ESPN.com / Baseball-Reference.com / Fangraphs

| ミルウォーキー・ブルワーズ | ミルウォーキー・ブルワーズ | ミルウォーキー・ブルワーズ | ミルウォーキー・ブルワーズ | ミルウォーキー・ブルワーズ                                                                              | ロサンゼルス・ドジャース | ロサンゼルス・ドジャース | ロサンゼルス・ドジャース | ロサンゼルス・ドジャース | ロサンゼルス・ドジャース                                                                            |
| -------------------------- | -------------------------- | -------------------------- | -------------------------- | --- | ------------------------ | ------------------------ | ------------------------ | ------------------------ | --------------------------------------------------------------------------------------------------- |
| 打順                       | 守備                       | 選手                       | 打席                       | G・ゴンザレスM・ピーニャJ・アギラーJ・スコープM・ムスタカスO・アルシアR・ブラウンL・ケインC・イエリッチ | 打順                     | 守備                     | 選手                     | 打席                     | R・ヒルA・バーンズD・フリースB・ドージャーJ・ターナーM・マチャドC・テイラーE・ヘルナンデスY・プイグ |
| 1                          | 中                         | L・ケイン                  | 右                         | G・ゴンザレスM・ピーニャJ・アギラーJ・スコープM・ムスタカスO・アルシアR・ブラウンL・ケインC・イエリッチ | 1                        | 左                       | C・テイラー              | 右                       | R・ヒルA・バーンズD・フリースB・ドージャーJ・ターナーM・マチャドC・テイラーE・ヘルナンデスY・プイグ |
| 2                          | 右                         | C・イエリッチ              | 左                         | G・ゴンザレスM・ピーニャJ・アギラーJ・スコープM・ムスタカスO・アルシアR・ブラウンL・ケインC・イエリッチ | 2                        | 三                       | J・ターナー              | 右                       | R・ヒルA・バーンズD・フリースB・ドージャーJ・ターナーM・マチャドC・テイラーE・ヘルナンデスY・プイグ |
| 3                          | 左                         | R・ブラウン                | 右                         | G・ゴンザレスM・ピーニャJ・アギラーJ・スコープM・ムスタカスO・アルシアR・ブラウンL・ケインC・イエリッチ | 3                        | 一                       | D・フリース              | 右                       | R・ヒルA・バーンズD・フリースB・ドージャーJ・ターナーM・マチャドC・テイラーE・ヘルナンデスY・プイグ |
| 4                          | 一                         | J・アギラー                | 右                         | G・ゴンザレスM・ピーニャJ・アギラーJ・スコープM・ムスタカスO・アルシアR・ブラウンL・ケインC・イエリッチ | 4                        | 遊                       | M・マチャド              | 右                       | R・ヒルA・バーンズD・フリースB・ドージャーJ・ターナーM・マチャドC・テイラーE・ヘルナンデスY・プイグ |
| 5                          | 三                         | M・ムスタカス              | 左                         | G・ゴンザレスM・ピーニャJ・アギラーJ・スコープM・ムスタカスO・アルシアR・ブラウンL・ケインC・イエリッチ | 5                        | 二                       | B・ドージャー            | 右                       | R・ヒルA・バーンズD・フリースB・ドージャーJ・ターナーM・マチャドC・テイラーE・ヘルナンデスY・プイグ |
| 6                          | 二                         | J・スコープ                | 右                         | G・ゴンザレスM・ピーニャJ・アギラーJ・スコープM・ムスタカスO・アルシアR・ブラウンL・ケインC・イエリッチ | 6                        | 中                       | E・ヘルナンデス          | 右                       | R・ヒルA・バーンズD・フリースB・ドージャーJ・ターナーM・マチャドC・テイラーE・ヘルナンデスY・プイグ |
| 7                          | 捕                         | M・ピーニャ                | 右                         | G・ゴンザレスM・ピーニャJ・アギラーJ・スコープM・ムスタカスO・アルシアR・ブラウンL・ケインC・イエリッチ | 7                        | 右                       | Y・プイグ                | 右                       | R・ヒルA・バーンズD・フリースB・ドージャーJ・ターナーM・マチャドC・テイラーE・ヘルナンデスY・プイグ |
| 8                          | 遊                         | O・アルシア                | 右                         | G・ゴンザレスM・ピーニャJ・アギラーJ・スコープM・ムスタカスO・アルシアR・ブラウンL・ケインC・イエリッチ | 8                        | 捕                       | A・バーンズ              | 右                       | R・ヒルA・バーンズD・フリースB・ドージャーJ・ターナーM・マチャドC・テイラーE・ヘルナンデスY・プイグ |
| 9                          | 投                         | G・ゴンザレス              | 右                         | G・ゴンザレスM・ピーニャJ・アギラーJ・スコープM・ムスタカスO・アルシアR・ブラウンL・ケインC・イエリッチ | 9                        | 投                       | R・ヒル                  | 左                       | R・ヒルA・バーンズD・フリースB・ドージャーJ・ターナーM・マチャドC・テイラーE・ヘルナンデスY・プイグ |
| 先発投手                   | 先発投手                   | 先発投手                   | 投球                       | G・ゴンザレスM・ピーニャJ・アギラーJ・スコープM・ムスタカスO・アルシアR・ブラウンL・ケインC・イエリッチ | 先発投手                 | 先発投手                 | 先発投手                 | 投球                     | R・ヒルA・バーンズD・フリースB・ドージャーJ・ターナーM・マチャドC・テイラーE・ヘルナンデスY・プイグ |
| G・ゴンザレス              | G・ゴンザレス              | G・ゴンザレス              | 左                         | G・ゴンザレスM・ピーニャJ・アギラーJ・スコープM・ムスタカスO・アルシアR・ブラウンL・ケインC・イエリッチ | R・ヒル                  | R・ヒル                  | R・ヒル                  | 左                       | R・ヒルA・バーンズD・フリースB・ドージャーJ・ターナーM・マチャドC・テイラーE・ヘルナンデスY・プイグ |

### 第5戦 10月17日
- ドジャー・スタジアム（カリフォルニア州ロサンゼルス）

|                            | 1 | 2 | 3 | 4 | 5 | 6 | 7 | 8 | 9 | R | H | E |
| -------------------------- | - | - | - | - | - | - | - | - | - | - | - | - |
| ミルウォーキー・ブルワーズ | 0 | 0 | 1 | 0 | 0 | 0 | 0 | 0 | 1 | 2 | 5 | 1 |
| ロサンゼルス・ドジャース   | 0 | 0 | 0 | 0 | 1 | 2 | 2 | 0 | X | 5 | 9 | 0 |

1. 勝利：クレイトン・カーショウ（1勝1敗）
2. セーブ：ケンリー・ジャンセン（2S）
3. 敗戦：ブランドン・ウッドラフ（1勝1敗）
4. 審判
［球審］ジム・ウルフ
［塁審］一塁: ブライアン・ゴーマン、二塁: グレッグ・ギブソン、三塁: アラン・ポーター
［外審］左翼: ジェリー・デービス、右翼: ハンター・ウェンデルステット
5. 試合開始時刻: 太平洋夏時間（UTC-7）午後2時6分  試合時間: 3時間35分  観客: 5万4502人  気温: 82°F（27.8°C）
詳細: MLB.com Gameday / ESPN.com / Baseball-Reference.com / Fangraphs

| ミルウォーキー・ブルワーズ | ミルウォーキー・ブルワーズ | ミルウォーキー・ブルワーズ | ミルウォーキー・ブルワーズ | ミルウォーキー・ブルワーズ                                                                          | ロサンゼルス・ドジャース | ロサンゼルス・ドジャース | ロサンゼルス・ドジャース | ロサンゼルス・ドジャース | ロサンゼルス・ドジャース                                                                                      |
| -------------------------- | -------------------------- | -------------------------- | -------------------------- | --------------------------------------------------------------------------------------------------- | ------------------------ | ------------------------ | ------------------------ | ------------------------ | --- |
| 打順                       | 守備                       | 選手                       | 打席                       | W・マイリーE・クラッツJ・アギラーH・ペレスM・ムスタカスO・アルシアR・ブラウンL・ケインC・イエリッチ | 打順                     | 守備                     | 選手                     | 打席                     | C・カーショウA・バーンズD・フリースM・マンシーJ・ターナーM・マチャドC・テイラーC・ベリンジャーE・ヘルナンデス |
| 1                          | 中                         | L・ケイン                  | 右                         | W・マイリーE・クラッツJ・アギラーH・ペレスM・ムスタカスO・アルシアR・ブラウンL・ケインC・イエリッチ | 1                        | 中                       | C・ベリンジャー          | 左                       | C・カーショウA・バーンズD・フリースM・マンシーJ・ターナーM・マチャドC・テイラーC・ベリンジャーE・ヘルナンデス |
| 2                          | 右                         | C・イエリッチ              | 左                         | W・マイリーE・クラッツJ・アギラーH・ペレスM・ムスタカスO・アルシアR・ブラウンL・ケインC・イエリッチ | 2                        | 三                       | J・ターナー              | 右                       | C・カーショウA・バーンズD・フリースM・マンシーJ・ターナーM・マチャドC・テイラーC・ベリンジャーE・ヘルナンデス |
| 3                          | 左                         | R・ブラウン                | 右                         | W・マイリーE・クラッツJ・アギラーH・ペレスM・ムスタカスO・アルシアR・ブラウンL・ケインC・イエリッチ | 3                        | 一                       | D・フリース              | 右                       | C・カーショウA・バーンズD・フリースM・マンシーJ・ターナーM・マチャドC・テイラーC・ベリンジャーE・ヘルナンデス |
| 4                          | 一                         | J・アギラー                | 右                         | W・マイリーE・クラッツJ・アギラーH・ペレスM・ムスタカスO・アルシアR・ブラウンL・ケインC・イエリッチ | 4                        | 遊                       | M・マチャド              | 右                       | C・カーショウA・バーンズD・フリースM・マンシーJ・ターナーM・マチャドC・テイラーC・ベリンジャーE・ヘルナンデス |
| 5                          | 二                         | H・ペレス                  | 右                         | W・マイリーE・クラッツJ・アギラーH・ペレスM・ムスタカスO・アルシアR・ブラウンL・ケインC・イエリッチ | 5                        | 二                       | M・マンシー              | 左                       | C・カーショウA・バーンズD・フリースM・マンシーJ・ターナーM・マチャドC・テイラーC・ベリンジャーE・ヘルナンデス |
| 6                          | 三                         | M・ムスタカス              | 左                         | W・マイリーE・クラッツJ・アギラーH・ペレスM・ムスタカスO・アルシアR・ブラウンL・ケインC・イエリッチ | 6                        | 左                       | C・テイラー              | 右                       | C・カーショウA・バーンズD・フリースM・マンシーJ・ターナーM・マチャドC・テイラーC・ベリンジャーE・ヘルナンデス |
| 7                          | 捕                         | E・クラッツ                | 右                         | W・マイリーE・クラッツJ・アギラーH・ペレスM・ムスタカスO・アルシアR・ブラウンL・ケインC・イエリッチ | 7                        | 右                       | E・ヘルナンデス          | 右                       | C・カーショウA・バーンズD・フリースM・マンシーJ・ターナーM・マチャドC・テイラーC・ベリンジャーE・ヘルナンデス |
| 8                          | 遊                         | O・アルシア                | 右                         | W・マイリーE・クラッツJ・アギラーH・ペレスM・ムスタカスO・アルシアR・ブラウンL・ケインC・イエリッチ | 8                        | 捕                       | A・バーンズ              | 右                       | C・カーショウA・バーンズD・フリースM・マンシーJ・ターナーM・マチャドC・テイラーC・ベリンジャーE・ヘルナンデス |
| 9                          | 投                         | W・マイリー                | 左                         | W・マイリーE・クラッツJ・アギラーH・ペレスM・ムスタカスO・アルシアR・ブラウンL・ケインC・イエリッチ | 9                        | 投                       | C・カーショウ            | 左                       | C・カーショウA・バーンズD・フリースM・マンシーJ・ターナーM・マチャドC・テイラーC・ベリンジャーE・ヘルナンデス |
| 先発投手                   | 先発投手                   | 先発投手                   | 投球                       | W・マイリーE・クラッツJ・アギラーH・ペレスM・ムスタカスO・アルシアR・ブラウンL・ケインC・イエリッチ | 先発投手                 | 先発投手                 | 先発投手                 | 投球                     | C・カーショウA・バーンズD・フリースM・マンシーJ・ターナーM・マチャドC・テイラーC・ベリンジャーE・ヘルナンデス |
| W・マイリー                | W・マイリー                | W・マイリー                | 左                         | W・マイリーE・クラッツJ・アギラーH・ペレスM・ムスタカスO・アルシアR・ブラウンL・ケインC・イエリッチ | C・カーショウ            | C・カーショウ            | C・カーショウ            | 左                       | C・カーショウA・バーンズD・フリースM・マンシーJ・ターナーM・マチャドC・テイラーC・ベリンジャーE・ヘルナンデス |

### 第6戦 10月19日
- ミラー・パーク（ウィスコンシン州ミルウォーキー）

|                            | 1 | 2 | 3 | 4 | 5 | 6 | 7 | 8 | 9 | R | H  | E |
| -------------------------- | - | - | - | - | - | - | - | - | - | - | -- | - |
| ロサンゼルス・ドジャース   | 1 | 0 | 0 | 0 | 1 | 0 | 0 | 0 | 0 | 2 | 5  | 0 |
| ミルウォーキー・ブルワーズ | 4 | 1 | 0 | 0 | 0 | 0 | 1 | 1 | X | 7 | 11 | 0 |

1. 勝利：コーリー・クネイブル（1勝1S）
2. 敗戦：柳賢振（1敗）
3. 本塁打
LAD：デビッド・フリース1号ソロ
4. 審判
［球審］ブライアン・ゴーマン
［塁審］一塁: グレッグ・ギブソン、二塁: アラン・ポーター、三塁: ジェリー・デービス
［外審］左翼: ハンター・ウェンデルステット、右翼: ジム・ウルフ
5. 試合開始時刻: 中部夏時間（UTC-5）午後7時39分  試合時間: 3時間34分  観客: 4万3619人  気温: 66°F（18.9°C）
詳細: MLB.com Gameday / ESPN.com / Baseball-Reference.com / Fangraphs

| ロサンゼルス・ドジャース | ロサンゼルス・ドジャース | ロサンゼルス・ドジャース | ロサンゼルス・ドジャース | ロサンゼルス・ドジャース                                                                         | ミルウォーキー・ブルワーズ | ミルウォーキー・ブルワーズ | ミルウォーキー・ブルワーズ | ミルウォーキー・ブルワーズ | ミルウォーキー・ブルワーズ                                                                          |
| ------------------------ | ------------------------ | ------------------------ | ------------------------ | ------------------------------------------------------------------------------------------------ | -------------------------- | -------------------------- | -------------------------- | -------------------------- | --------------------------------------------------------------------------------------------------- |
| 打順                     | 守備                     | 選手                     | 打席                     | 柳賢振A・バーンズD・フリースM・マンシーJ・ターナーM・マチャドC・テイラーC・ベリンジャーY・プイグ | 打順                       | 守備                       | 選手                       | 打席                       | W・マイリーE・クラッツJ・アギラーT・ショウM・ムスタカスO・アルシアR・ブラウンL・ケインC・イエリッチ |
| 1                        | 一                       | D・フリース              | 右                       | 柳賢振A・バーンズD・フリースM・マンシーJ・ターナーM・マチャドC・テイラーC・ベリンジャーY・プイグ | 1                          | 中                         | L・ケイン                  | 右                         | W・マイリーE・クラッツJ・アギラーT・ショウM・ムスタカスO・アルシアR・ブラウンL・ケインC・イエリッチ |
| 2                        | 二                       | M・マンシー              | 左                       | 柳賢振A・バーンズD・フリースM・マンシーJ・ターナーM・マチャドC・テイラーC・ベリンジャーY・プイグ | 2                          | 右                         | C・イエリッチ              | 左                         | W・マイリーE・クラッツJ・アギラーT・ショウM・ムスタカスO・アルシアR・ブラウンL・ケインC・イエリッチ |
| 3                        | 三                       | J・ターナー              | 右                       | 柳賢振A・バーンズD・フリースM・マンシーJ・ターナーM・マチャドC・テイラーC・ベリンジャーY・プイグ | 3                          | 左                         | R・ブラウン                | 右                         | W・マイリーE・クラッツJ・アギラーT・ショウM・ムスタカスO・アルシアR・ブラウンL・ケインC・イエリッチ |
| 4                        | 遊                       | M・マチャド              | 右                       | 柳賢振A・バーンズD・フリースM・マンシーJ・ターナーM・マチャドC・テイラーC・ベリンジャーY・プイグ | 4                          | 二                         | T・ショウ                  | 左                         | W・マイリーE・クラッツJ・アギラーT・ショウM・ムスタカスO・アルシアR・ブラウンL・ケインC・イエリッチ |
| 5                        | 中                       | C・ベリンジャー          | 左                       | 柳賢振A・バーンズD・フリースM・マンシーJ・ターナーM・マチャドC・テイラーC・ベリンジャーY・プイグ | 5                          | 一                         | J・アギラー                | 右                         | W・マイリーE・クラッツJ・アギラーT・ショウM・ムスタカスO・アルシアR・ブラウンL・ケインC・イエリッチ |
| 6                        | 左                       | C・テイラー              | 右                       | 柳賢振A・バーンズD・フリースM・マンシーJ・ターナーM・マチャドC・テイラーC・ベリンジャーY・プイグ | 6                          | 三                         | M・ムスタカス              | 左                         | W・マイリーE・クラッツJ・アギラーT・ショウM・ムスタカスO・アルシアR・ブラウンL・ケインC・イエリッチ |
| 7                        | 右                       | Y・プイグ                | 右                       | 柳賢振A・バーンズD・フリースM・マンシーJ・ターナーM・マチャドC・テイラーC・ベリンジャーY・プイグ | 7                          | 捕                         | E・クラッツ                | 右                         | W・マイリーE・クラッツJ・アギラーT・ショウM・ムスタカスO・アルシアR・ブラウンL・ケインC・イエリッチ |
| 8                        | 捕                       | A・バーンズ              | 右                       | 柳賢振A・バーンズD・フリースM・マンシーJ・ターナーM・マチャドC・テイラーC・ベリンジャーY・プイグ | 8                          | 遊                         | O・アルシア                | 右                         | W・マイリーE・クラッツJ・アギラーT・ショウM・ムスタカスO・アルシアR・ブラウンL・ケインC・イエリッチ |
| 9                        | 投                       | 柳賢振                   | 右                       | 柳賢振A・バーンズD・フリースM・マンシーJ・ターナーM・マチャドC・テイラーC・ベリンジャーY・プイグ | 9                          | 投                         | W・マイリー                | 左                         | W・マイリーE・クラッツJ・アギラーT・ショウM・ムスタカスO・アルシアR・ブラウンL・ケインC・イエリッチ |
| 先発投手                 | 先発投手                 | 先発投手                 | 投球                     | 柳賢振A・バーンズD・フリースM・マンシーJ・ターナーM・マチャドC・テイラーC・ベリンジャーY・プイグ | 先発投手                   | 先発投手                   | 先発投手                   | 投球                       | W・マイリーE・クラッツJ・アギラーT・ショウM・ムスタカスO・アルシアR・ブラウンL・ケインC・イエリッチ |
| 柳賢振                   | 柳賢振                   | 柳賢振                   | 左                       | 柳賢振A・バーンズD・フリースM・マンシーJ・ターナーM・マチャドC・テイラーC・ベリンジャーY・プイグ | W・マイリー                | W・マイリー                | W・マイリー                | 左                         | W・マイリーE・クラッツJ・アギラーT・ショウM・ムスタカスO・アルシアR・ブラウンL・ケインC・イエリッチ |

### 第7戦 10月20日
- ミラー・パーク（ウィスコンシン州ミルウォーキー）

|                            | 1 | 2 | 3 | 4 | 5 | 6 | 7 | 8 | 9 | R | H  | E |
| -------------------------- | - | - | - | - | - | - | - | - | - | - | -- | - |
| ロサンゼルス・ドジャース   | 0 | 2 | 0 | 0 | 0 | 3 | 0 | 0 | 0 | 5 | 10 | 0 |
| ミルウォーキー・ブルワーズ | 1 | 0 | 0 | 0 | 0 | 0 | 0 | 0 | 0 | 1 | 7  | 0 |

1. 勝利：ライアン・マドソン（1勝）
2. 敗戦：ジョーリス・チャシーン（1勝1敗）
3. 本塁打
LAD：コディ・ベリンジャー1号2ラン、ヤシエル・プイグ1号3ラン
MIL：クリスチャン・イエリッチ1号ソロ
4. 審判
［球審］グレッグ・ギブソン
［塁審］一塁: アラン・ポーター、二塁: ジェリー・デービス、三塁: ハンター・ウェンデルステット
［外審］左翼: ジム・ウルフ、右翼: ブライアン・ゴーマン
5. 試合開始時刻: 中部夏時間（UTC-5）午後7時10分  試合時間: 3時間15分  観客: 4万4097人  気温: 64°F（17.8°C）
詳細: MLB.com Gameday / ESPN.com / Baseball-Reference.com / Fangraphs

| ロサンゼルス・ドジャース | ロサンゼルス・ドジャース | ロサンゼルス・ドジャース | ロサンゼルス・ドジャース | ロサンゼルス・ドジャース                                                                                    | ミルウォーキー・ブルワーズ | ミルウォーキー・ブルワーズ | ミルウォーキー・ブルワーズ | ミルウォーキー・ブルワーズ | ミルウォーキー・ブルワーズ                                                                            |
| ------------------------ | ------------------------ | ------------------------ | ------------------------ | --- | -------------------------- | -------------------------- | -------------------------- | -------------------------- | --- |
| 打順                     | 守備                     | 選手                     | 打席                     | W・ビューラーA・バーンズM・マンシーC・テイラーJ・ターナーM・マチャドJ・ピーダーソンC・ベリンジャーY・プイグ | 打順                       | 守備                       | 選手                       | 打席                       | J・チャシーンE・クラッツJ・アギラーT・ショウM・ムスタカスO・アルシアR・ブラウンL・ケインC・イエリッチ |
| 1                        | 左                       | J・ピーダーソン          | 左                       | W・ビューラーA・バーンズM・マンシーC・テイラーJ・ターナーM・マチャドJ・ピーダーソンC・ベリンジャーY・プイグ | 1                          | 中                         | L・ケイン                  | 右                         | J・チャシーンE・クラッツJ・アギラーT・ショウM・ムスタカスO・アルシアR・ブラウンL・ケインC・イエリッチ |
| 2                        | 一                       | M・マンシー              | 左                       | W・ビューラーA・バーンズM・マンシーC・テイラーJ・ターナーM・マチャドJ・ピーダーソンC・ベリンジャーY・プイグ | 2                          | 右                         | C・イエリッチ              | 左                         | J・チャシーンE・クラッツJ・アギラーT・ショウM・ムスタカスO・アルシアR・ブラウンL・ケインC・イエリッチ |
| 3                        | 三                       | J・ターナー              | 右                       | W・ビューラーA・バーンズM・マンシーC・テイラーJ・ターナーM・マチャドJ・ピーダーソンC・ベリンジャーY・プイグ | 3                          | 左                         | R・ブラウン                | 右                         | J・チャシーンE・クラッツJ・アギラーT・ショウM・ムスタカスO・アルシアR・ブラウンL・ケインC・イエリッチ |
| 4                        | 遊                       | M・マチャド              | 右                       | W・ビューラーA・バーンズM・マンシーC・テイラーJ・ターナーM・マチャドJ・ピーダーソンC・ベリンジャーY・プイグ | 4                          | 二                         | T・ショウ                  | 左                         | J・チャシーンE・クラッツJ・アギラーT・ショウM・ムスタカスO・アルシアR・ブラウンL・ケインC・イエリッチ |
| 5                        | 中                       | C・ベリンジャー          | 左                       | W・ビューラーA・バーンズM・マンシーC・テイラーJ・ターナーM・マチャドJ・ピーダーソンC・ベリンジャーY・プイグ | 5                          | 一                         | J・アギラー                | 右                         | J・チャシーンE・クラッツJ・アギラーT・ショウM・ムスタカスO・アルシアR・ブラウンL・ケインC・イエリッチ |
| 6                        | 右                       | Y・プイグ                | 右                       | W・ビューラーA・バーンズM・マンシーC・テイラーJ・ターナーM・マチャドJ・ピーダーソンC・ベリンジャーY・プイグ | 6                          | 三                         | M・ムスタカス              | 左                         | J・チャシーンE・クラッツJ・アギラーT・ショウM・ムスタカスO・アルシアR・ブラウンL・ケインC・イエリッチ |
| 7                        | 二                       | C・テイラー              | 右                       | W・ビューラーA・バーンズM・マンシーC・テイラーJ・ターナーM・マチャドJ・ピーダーソンC・ベリンジャーY・プイグ | 7                          | 捕                         | E・クラッツ                | 右                         | J・チャシーンE・クラッツJ・アギラーT・ショウM・ムスタカスO・アルシアR・ブラウンL・ケインC・イエリッチ |
| 8                        | 捕                       | A・バーンズ              | 右                       | W・ビューラーA・バーンズM・マンシーC・テイラーJ・ターナーM・マチャドJ・ピーダーソンC・ベリンジャーY・プイグ | 8                          | 遊                         | O・アルシア                | 右                         | J・チャシーンE・クラッツJ・アギラーT・ショウM・ムスタカスO・アルシアR・ブラウンL・ケインC・イエリッチ |
| 9                        | 投                       | W・ビューラー            | 右                       | W・ビューラーA・バーンズM・マンシーC・テイラーJ・ターナーM・マチャドJ・ピーダーソンC・ベリンジャーY・プイグ | 9                          | 投                         | J・チャシーン              | 右                         | J・チャシーンE・クラッツJ・アギラーT・ショウM・ムスタカスO・アルシアR・ブラウンL・ケインC・イエリッチ |
| 先発投手                 | 先発投手                 | 先発投手                 | 投球                     | W・ビューラーA・バーンズM・マンシーC・テイラーJ・ターナーM・マチャドJ・ピーダーソンC・ベリンジャーY・プイグ | 先発投手                   | 先発投手                   | 先発投手                   | 投球                       | J・チャシーンE・クラッツJ・アギラーT・ショウM・ムスタカスO・アルシアR・ブラウンL・ケインC・イエリッチ |
| W・ビューラー            | W・ビューラー            | W・ビューラー            | 右                       | W・ビューラーA・バーンズM・マンシーC・テイラーJ・ターナーM・マチャドJ・ピーダーソンC・ベリンジャーY・プイグ | J・チャシーン              | J・チャシーン              | J・チャシーン              | 右                         | J・チャシーンE・クラッツJ・アギラーT・ショウM・ムスタカスO・アルシアR・ブラウンL・ケインC・イエリッチ |